# Posição de tripé

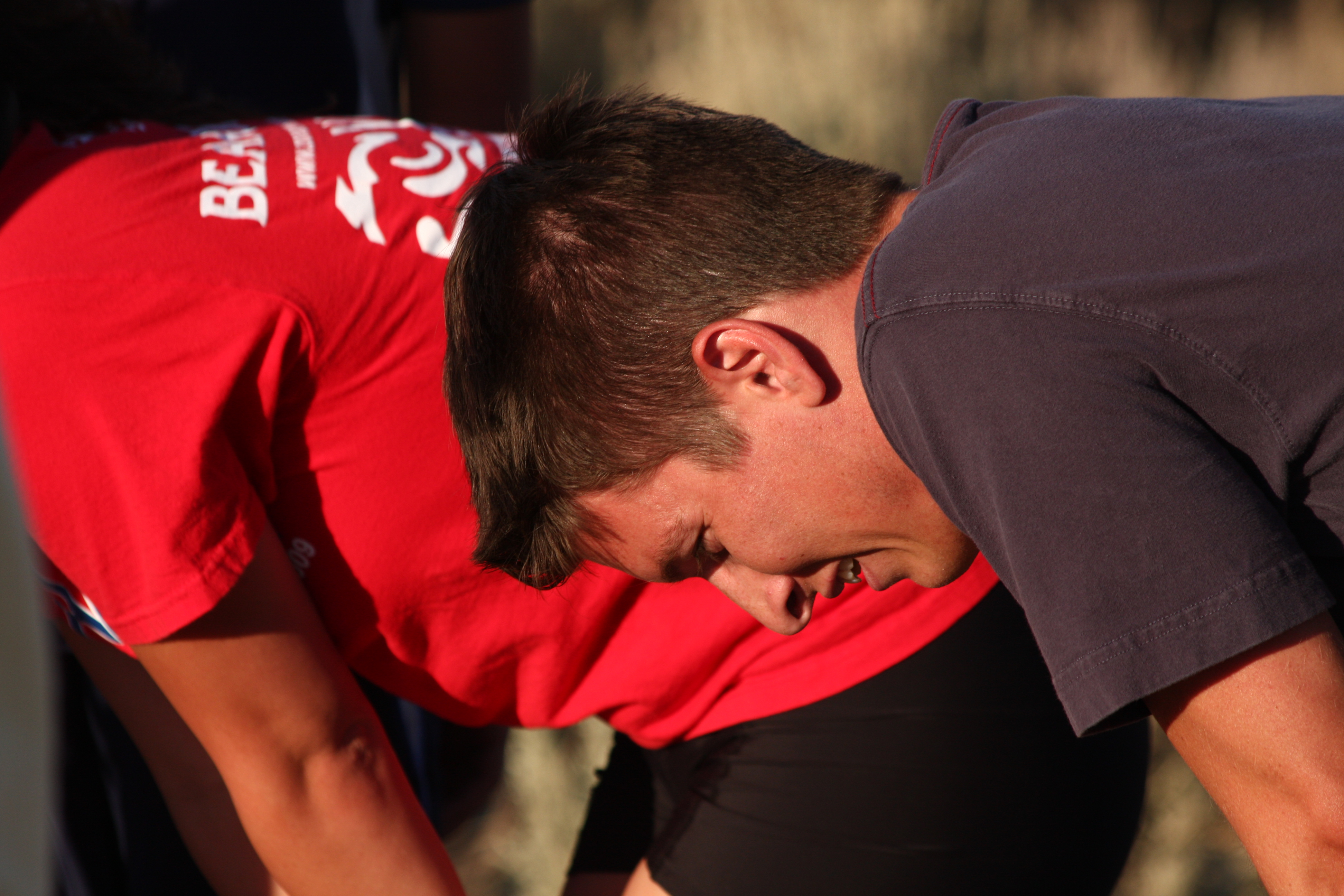
A posição de tripé pode ser adotada por pessoas com dificuldades em respirar ou sem fôlego

A posição de tripé é uma posição do corpo muitas vezes adotada por pessoas com falta de ar, como por exemplo na sequência de exercício intenso ou como no caso de pessoas com doenças como a doença pulmonar obstrutiva crónica. Nesta posição, a pessoa senta-se ou permanece em pé inclinada para a frente, apoiando a parte superior do corpo com as mãos nos joelhos ou noutra superfície. Pensa-se que a posição de tripé optimize a mecânica respiratória ao tirar partido dos músculos acessórios do pescoço e da parte superior do tronco, de modo a permitir maior passagem de ar para os pulmões.